# Uriel Sebree Hall
Uriel Sebree Hall, född 12 april 1852 i Randolph County, Missouri, död 30 december 1932 i Columbia, Missouri, var en amerikansk demokratisk politiker. Han var ledamot av USA:s representanthus 1893–1897. Han var son till William Augustus Hall och brorson till Willard Preble Hall.
Hall utexaminerades 1873 från Mount Pleasant College i Missouri och studerade senare juridik. År 1879 inledde han sin karriär som advokat i Missouri.
År 1893 efterträdde Hall Charles H. Mansur som kongressledamot och efterträddes 1897 av Robert N. Bodine.
Hall avled 1932 i Columbia och gravsattes i Moberly.